# Румынско-сербская граница
Румынско-сербская граница (рум. frontiera româno-sârbă, серб. румунско-српска граница, rumunsko-srpska granica) — государственная граница между Румынией и Сербией.
Протяжённость границы составляет 546,4 км, из них 256,8 км сухопутной границы и 289,6 км речной.

## География
Румынско-сербская граница начинается на стыке границ Венгрии, Румынии и Сербии в 15 км к юго-востоку от Сегеда, затем идёт на юго-восток до Дуная и проходит по нему до точки государственных границ Румынии, Сербии и Болгарии (44°13′ с. ш. 22°40′ в. д.).
Разделяет сербский автономный край Воеводина и румынские жудецы Тимиш, Караш-Северин и Мехединци.

## История
Возникла в 1859 году как граница между Княжеством Сербия и Княжеством Валахия и проходила исключительно по Дунаю. Сухопутная граница между двумя странами появилась после Первой мировой войны и раздела исторической области Банат: около ⅓ части Баната отошла к Королевству сербов, хорватов и словенцев, около ⅔ части Баната отошли Румынии, и крайняя северная часть осталась в составе Венгрии.
24 ноября 1923 года произведён обмен территориями между Румынией и Королевством сербов, хорватов и словенцев. Румыния передала КСХС территорию с населёнными пунктами Меда (серб. Међа, венг. Párdány), Модош (серб. Јаша Томић, венг. Módos), Шурьян (серб. Шурјан, венг. Surján), Кэптэлан (серб. Бусење, венг. Káptalanfalva), Кривобара (серб. Марковићево, венг. Torontálújfalu) и Гаю-Маре (серб. Велики Гај, венг. Nagygáj); КСХС, в свою очередь, передало Румынии территорию с населёнными пунктами Стара-Беба (рум. Beba Veche, венг. Óbéba), Крстур (рум. Cherestur, венг. Pusztakeresztúr), Чортеа (рум. Ciortea, венг. Csorda), Ям (рум. Iam, венг. Jám) и городом Жомболь (рум. Jimbolia, венг. Zsombolya). Фактическое исправление границ произошло 10 апреля 1924 года.

## Пограничные переходы

### Автомобильные
- ГЭС Железные Ворота I — Джердап I
- ГЭС Железные Ворота II — Джердап II
- Найдэш − Калуджерово
- Стамора-Моравица — Ватин
- Фоень — Яша-Томич
- Жимболия — Српска-Црня
- Лунга — Наково
- Вэлкань — Врбица

### Железнодорожные
- Стамора-Моравица — Ватин
- Жимболия — Српска-Црня

### Речные
- Молдова-Веке — Джердап